# Saint-Léger-les-Vignes
Pour les articles homonymes, voir Saint-Léger et Vignes.
Ne doit pas être confondue avec la commune de Saint-Léger-des-Vignes, située dans le département de la Nièvre.
Saint-Léger-les-Vignes est une commune de l'Ouest de la France, située dans le département de la Loire-Atlantique, en région Pays de la Loire.
Ses habitants s'appellent les Légériens et les Légériennes.

## Géographie

Situation de la commune de Saint-Léger-les-Vignes dans le département de la Loire-Atlantique

### Situation
La commune fait partie de la Bretagne historique, dans le pays traditionnel du Pays de Retz et dans le pays historique du Pays Nantais.
Saint-Léger-les-Vignes est située entre le lac de Grand-Lieu et l'estuaire de la Loire, sur le cours de l'Acheneau, rivière qui relie le lac à la Loire, à 15 km au sud-ouest de Nantes et 4 km à l'ouest de Bouaye.
|                 | Brains                 |                              |
| Port-Saint-Père | Saint-Léger-les-Vignes | Bouaye                       |
|                 | Saint-Mars-de-Coutais  | Saint-Philbert-de-Grand-Lieu |

### Géographie humaine
Comme son nom l'indique, elle est entourée de vignobles (production de vins de pays et de Muscadet « Côtes de Grand-Lieu »), ce qui en fait sa principale activité économique[réf. nécessaire].

### Transports
Saint-Léger-les-Vignes est desservie par la ligne 98 du réseau TAN, et par la ligne 303 du réseau régional Aléop.

### Climat
Pour des articles plus généraux, voir Climat des Pays de la Loire et Climat de la Loire-Atlantique.
En 2010, le climat de la commune est de type climat océanique franc, selon une étude du CNRS s'appuyant sur une série de données couvrant la période 1971-2000. En 2020, Météo-France publie une typologie des climats de la France métropolitaine dans laquelle la commune est exposée à un climat océanique et est dans la région climatique Bretagne orientale et méridionale, Pays nantais, Vendée, caractérisée par une faible pluviométrie en été et une bonne insolation.
Pour la période 1971-2000, la température annuelle moyenne est de 12,2 °C, avec une amplitude thermique annuelle de 13,2 °C. Le cumul annuel moyen de précipitations est de 783 mm, avec 12,6 jours de précipitations en janvier et 6,2 jours en juillet. Pour la période 1991-2020, la température moyenne annuelle observée sur la station météorologique de Météo-France la plus proche, « Nantes-Bouguenais », sur la commune de Bouguenais à 10 km à vol d'oiseau, est de 12,7 °C et le cumul annuel moyen de précipitations est de 819,5 mm,. Pour l'avenir, les paramètres climatiques de la commune estimés pour 2050 selon différents scénarios d'émission de gaz à effet de serre sont consultables sur un site dédié publié par Météo-France en novembre 2022.

## Urbanisme

### Typologie
Au 1er janvier 2024, Saint-Léger-les-Vignes est catégorisée ceinture urbaine, selon la nouvelle grille communale de densité à sept niveaux définie par l'Insee en 2022.
Elle appartient à l'unité urbaine de Port-Saint-Père, une agglomération intra-départementale regroupant deux  communes, dont elle est une commune de la banlieue,,. Par ailleurs la commune fait partie de l'aire d'attraction de Nantes, dont elle est une commune de la couronne,. Cette aire, qui regroupe 116 communes, est catégorisée dans les aires de 700 000 habitants ou plus (hors Paris),.

### Occupation des sols
L'occupation des sols de la commune, telle qu'elle ressort de la base de données européenne d’occupation biophysique des sols Corine Land Cover (CLC), est marquée par l'importance des territoires agricoles (73,4 % en 2018), en diminution par rapport à 1990 (78,2 %). La répartition détaillée en 2018 est la suivante : 
cultures permanentes (31,8 %), prairies (23,3 %), zones urbanisées (12,5 %), zones agricoles hétérogènes (10,6 %), forêts (8,8 %), terres arables (7,7 %), espaces verts artificialisés, non agricoles (5,3 %). L'évolution de l’occupation des sols de la commune et de ses infrastructures peut être observée sur les différentes représentations cartographiques du territoire : la carte de Cassini (XVIIIe siècle), la carte d'état-major (1820-1866) et les cartes ou photos aériennes de l'IGN pour la période actuelle (1950 à aujourd'hui).

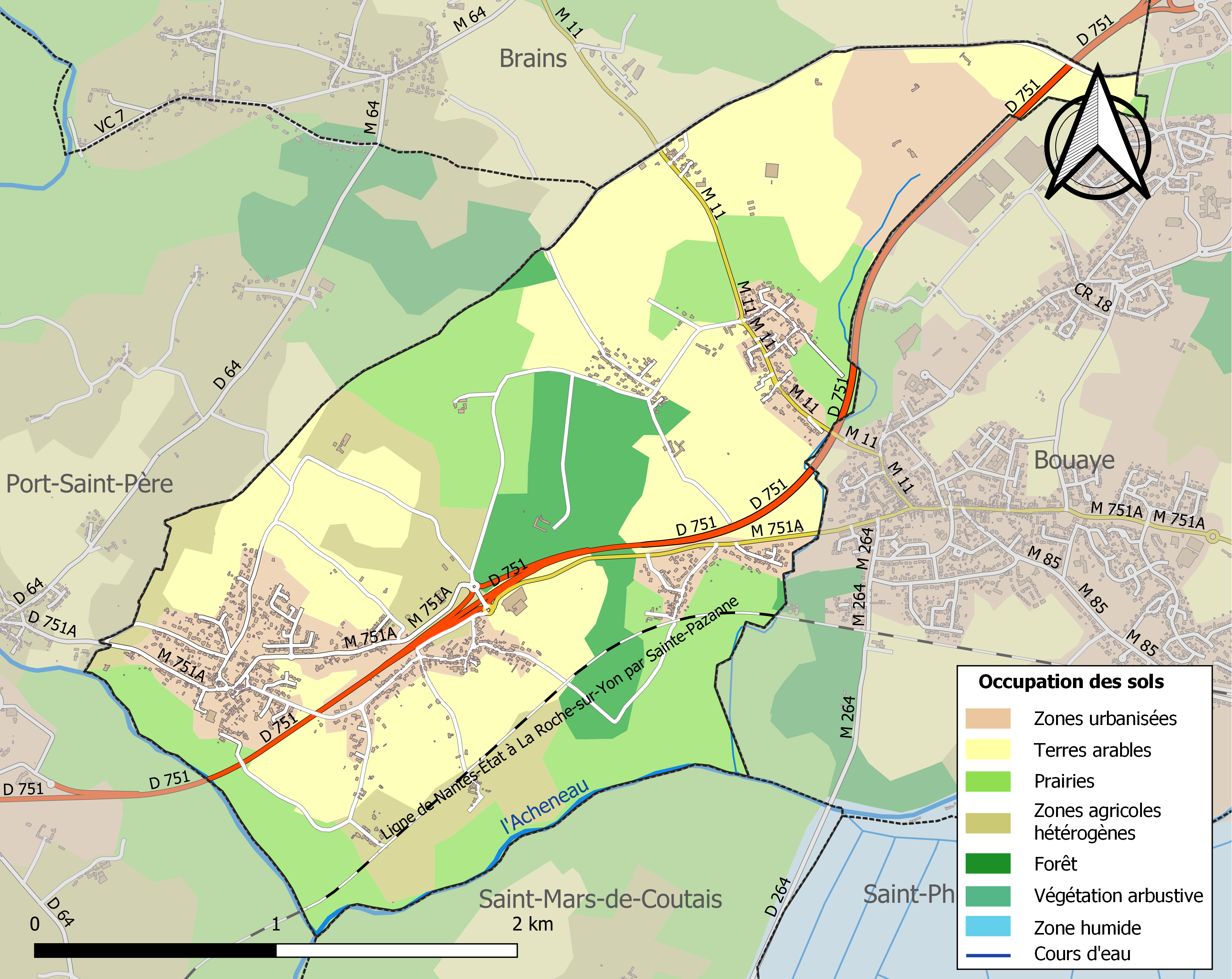
Carte des infrastructures et de l'occupation des sols de la commune en 2018 (CLC).

## Toponymie
Le nom de la commune est attesté sous la forme Sanctus Leodegarius en 1180.[réf. nécessaire]
Le nom de Saint-Léger-les-Vignes viendrait de Saint Léger d’Autun.[réf. nécessaire]
C’est en 1923 que les mots « les Vignes » furent ajoutés à Saint-Léger, à la suite d'une décision municipale de 1918, pour se différencier de ses homonymes.
La commune se situe au nord de la zone de transition linguistique entre le gallo et le poitevin. En gallo, le nom de la commune est écrit Sint-Lejé selon l'écriture MOGA. En gallo comme en poitevin, le nom de la commune se prononce traditionnellement [sɛ̃ləʒe].
La forme bretonne proposée par l'Office public de la langue bretonne est Sant-Lezer-ar-Gwiniegi.

## Histoire
Au XIIe siècle, l'église de Saint-Léger et les dîmes de la paroisse furent confiés à la protection de l'abbaye de Saint-Florent d'Angers.[réf. nécessaire]
La commune s'appelait Saint-Léger jusqu'au décret du 18 avril 1920 où elle a pris son nom actuel.[réf. nécessaire]

## Politique et administration
| Période                                  | Période               | Identité                  | Étiquette | Qualité                                                                                             |
| ---------------------------------------- | --------------------- | ------------------------- | --------- | --------------------------------------------------------------------------------------------------- |
| 1871                                     | 1888                  | Michel du Châtelier       |           | |
| 1888                                     | décembre 1923 (décès) | Arthur Gazet du Châtelier |           | Viticulteur                                                                                         |
| Les données manquantes sont à compléter. |                       |                           |           | |
| 1945                                     | avril 1950 (décès)    | Guy Gazet du Châtelier    |           | |
| 1950                                     | mars 1959             | Alice du Châtelier        |           | |
| mars 1959                                | mars 1977             | Michel Jallot             |           | |
| mars 1977                                | mars 2001             | Gilbert Gobin             |           | Viticulteur, maire honoraire                                                                        |
| mars 2001                                | mai 2020              | Jacques Gillaizeau        | PS        | Ingénieur de la navigation aérienne retraité Conseiller régional des Pays de la Loire (2004 → 2010) |
| mai 2020                                 | En cours              | Patrick Grolier           |           | Agent SNCF, ancien 1er adjoint                                                                      |

## Population et société

### Démographie
Selon le classement établi par l'Insee, Saint-Léger-les-Vignes fait partie de l'aire urbaine, de l'unité urbaine, de la zone d'emploi et du bassin de vie de Nantes. Toujours selon l'Insee, en 2010, la répartition de la population sur le territoire de la commune était considérée comme « intermédiaire » : 85 % des habitants résidaient dans des zones « intermédiaires », 14 % dans des zones « peu denses » et 1 % dans des zones « très peu denses ».

#### Évolution démographique
L'évolution du nombre d'habitants est connue à travers les recensements de la population effectués dans la commune depuis 1793. Pour les communes de moins de 10 000 habitants, une enquête de recensement portant sur toute la population est réalisée tous les cinq ans, les populations de référence des années intermédiaires étant quant à elles estimées par interpolation ou extrapolation. Pour la commune, le premier recensement exhaustif entrant dans le cadre du nouveau dispositif a été réalisé en 2007.

En 2022, la commune comptait 2 114 habitants, en évolution de +19,03 % par rapport à 2016 (Loire-Atlantique : +6,68 %, France hors Mayotte : +2,11 %).
| 1793 | 1800 | 1806 | 1821 | 1831 | 1836 | 1841 | 1846 | 1851 |
| ---- | ---- | ---- | ---- | ---- | ---- | ---- | ---- | ---- |
| 523  | 344  | 505  | 600  | 559  | 576  | 638  | 562  | 600  |

| 1856 | 1861 | 1866 | 1872 | 1876 | 1881 | 1886 | 1891 | 1896 |
| ---- | ---- | ---- | ---- | ---- | ---- | ---- | ---- | ---- |
| 619  | 600  | 613  | 621  | 605  | 535  | 578  | 541  | 548  |

| 1901 | 1906 | 1911 | 1921 | 1926 | 1931 | 1936 | 1946 | 1954 |
| ---- | ---- | ---- | ---- | ---- | ---- | ---- | ---- | ---- |
| 581  | 585  | 516  | 469  | 448  | 427  | 393  | 437  | 462  |

| 1962 | 1968 | 1975 | 1982 | 1990 | 1999  | 2006  | 2007  | 2012  |
| ---- | ---- | ---- | ---- | ---- | ----- | ----- | ----- | ----- |
| 451  | 451  | 484  | 721  | 946  | 1 158 | 1 375 | 1 406 | 1 540 |

| 2017  | 2022  | - | - | - | - | - | - | - |
| ----- | ----- | - | - | - | - | - | - | - |
| 1 844 | 2 114 | - | - | - | - | - | - | - |

#### Pyramide des âges
La population de la commune est relativement jeune.
En 2018, le taux de personnes d'un âge inférieur à 30 ans s'élève à 38,8 %, soit au-dessus de la moyenne départementale (37,3 %). À l'inverse, le taux de personnes d'âge supérieur à 60 ans est de 17,1 % la même année, alors qu'il est de 23,8 % au niveau départemental.
En 2018, la commune comptait 948 hommes pour 954 femmes, soit un taux de 50,16 % de femmes, légèrement inférieur au taux départemental (51,42 %).
Les pyramides des âges de la commune et du département s'établissent comme suit.
| Hommes | Classe d’âge | Femmes |
| ------ | ------------ | ------ |
| 0,1    | 90 ou +      | 0,0    |
| 4,2    | 75-89 ans    | 4,3    |
| 13,2   | 60-74 ans    | 12,4   |
| 21,6   | 45-59 ans    | 23,6   |
| 21,9   | 30-44 ans    | 21,2   |
| 16,6   | 15-29 ans    | 17,1   |
| 22,3   | 0-14 ans     | 21,5   |

| Hommes | Classe d’âge | Femmes |
| ------ | ------------ | ------ |
| 0,6    | 90 ou +      | 1,8    |
| 6      | 75-89 ans    | 8,6    |
| 15,1   | 60-74 ans    | 16,4   |
| 19,4   | 45-59 ans    | 18,8   |
| 20,1   | 30-44 ans    | 19,3   |
| 19,2   | 15-29 ans    | 17,4   |
| 19,5   | 0-14 ans     | 17,6   |

### Enseignement
Une école maternelle et élémentaire publique.

## Culture locale et patrimoine

### Lieux et monuments
- La Villa du Châtelier, ancienne seigneurie restaurée en 1830 et 1834 par Louis-Joseph Chaigneau, inscrit aux monuments historiques depuis 1997.
- L'église de Saint-Léger-les-Vignes date du XIXe siècle. Sa particularité est sa charpente aux poutres apparentes.
- Vignoble oblige, il reste sur la commune de nombreux vieux pressoirs encore en service au XIXe siècle.

### Héraldique
| Blason | Blasonnement : De gueules à la crosse d'or posée en bande, chargée d'une épée versée d'argent garnie d'or posée en barre, croisés en sautoir, surmontant une grappe de raisin d'or, à la bordure également d'or. Commentaires : La crosse symbolise Saint Léger d'Autun, et la grappe de raisin l'activité viticole de la commune. Blason conçu par l'abbé Thibaud en 1943 ; réduction par l'héraldiste Michel Pressensé en 1970 (délibération municipale du 26 avril 1970), enregistré le 13 mai 1970. |